# 室生神社

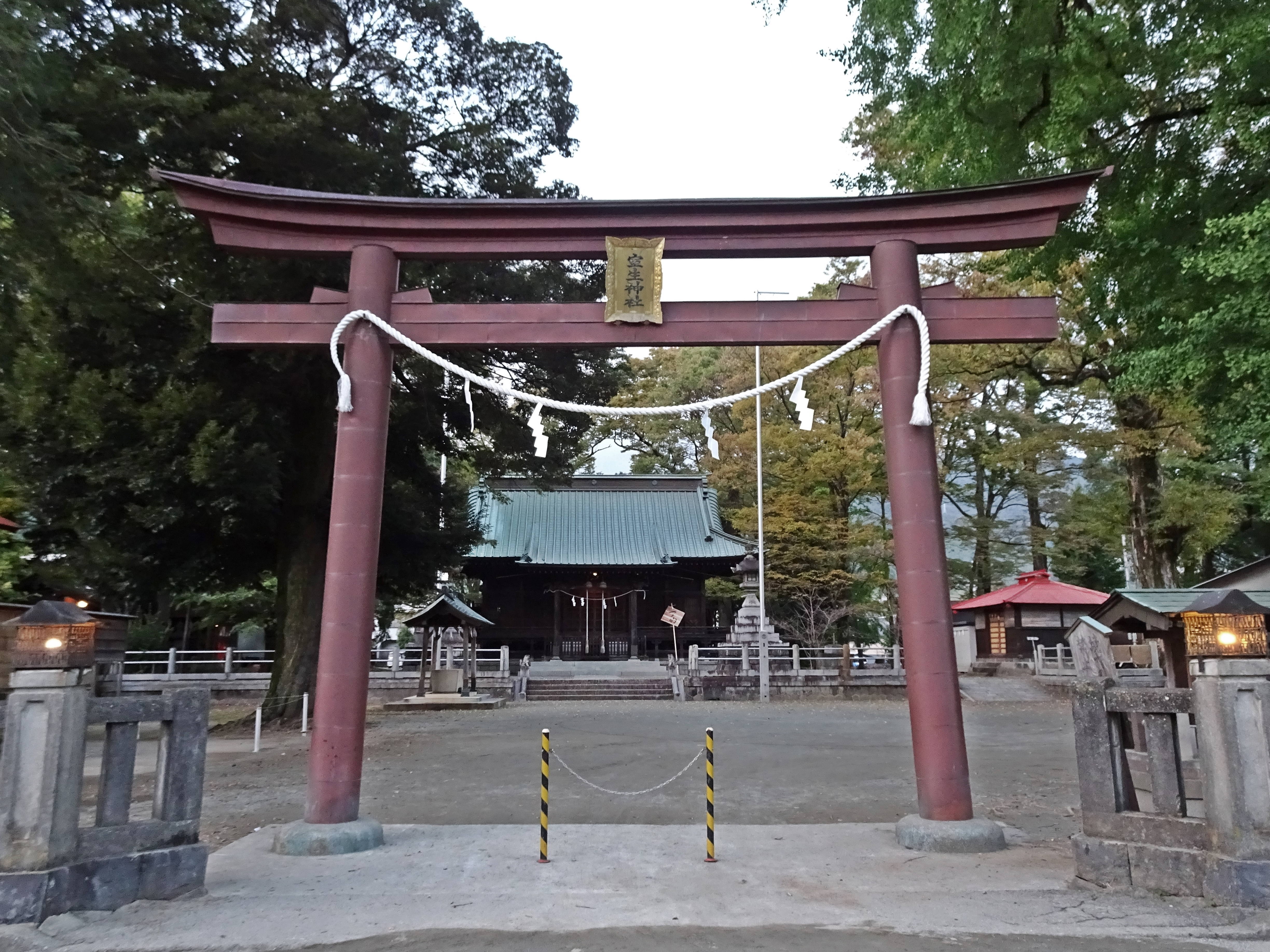
鳥居

室生神社（むろうじんじゃ）とは、神奈川県足柄上郡山北町にある神社。
現在は南東隣りの松田町にある寒田神社の兼務社となっている。

## 概要
『新編相模国風土記稿』によると、元々は中川（現・丹沢湖の北方）にあったものが、天正8年（1580年）に現在の山北町の南東部である岸地区に遷座し、その後更に現在地遷座したとされる。
1909年（明治42年）3月1日に川村内の無格社27祭神を合祀し、郷社となった。

## 祭神
- 建御名方命
- 倉稲魂命
- 誉田別命
- 木花咲耶姫命
- 天児屋根命
- 弟橘姫命
- 速玉男命
- 素盞嗚命
- 大山祇命
- 日本武命
- 大日孁貴命
- 玉依姫命
- 大山咋命
- 大己貴命
- 菅原道真

## 流鏑馬
室生神社の例大祭（11月3日）で神事として行われる流鏑馬は、神奈川県指定の無形民俗文化財になっている。

## 大室生神社
大室生神社（おおむろうじんじゃ）は、神奈川県足柄上郡山北町中川にある室生神社の天正8年（1580年）以前の元宮。
祭神
- 大己貴命
- 伊弉那岐命
- 大山祇命

- 鳥居